# Zielona inteligencja
Zielona inteligencja (ZI, green IQ) to koncepcja budowania wiarygodnej komunikacji marketingowej, opartej na transparentnych kryteriach i potwierdzonych zewnętrznie certyfikatach. Jej celem jest eliminacja greenwashingu oraz zwiększenie świadomości konsumentów w zakresie zrównoważonej konsumpcji. Zielona inteligencja jest określana przez Magdalenę Sułek-Domańską kluczową kompetencją konsumenta w walce z eko-dezinformacją.

## Praktyka
W praktyce działania w obszarze zielonej inteligencji koncentrują się na edukacji konsumentów, aby:
- potrafili odróżniać wartościowe piktogramy na opakowaniach od zabiegów marketingowych,
- właściwie rozumieli oznakowania i informacje producentów np.: o klasach energetycznych budynków i urządzeń,
- potrafili właściwie interpretować terminy związane ze zrównoważonym rozwojem, np. „zerowa emisja netto” ver „neutralność klimatyczna”,
- kierowali się wartościami związanymi z ochroną środowiska i zrównoważonym rozwojem.

Efektem zielonej inteligencji ma być bardziej świadoma konsumpcja, oparta na rzetelnych informacjach.

## Mechanizm działania

Model 3G Sułek-Domańskiej: zielona inteligencja (green intelligence) a greenwashing i green claims

Zielona inteligencja odnosi się do procesu komunikacji marketingowej, w którym:
1. Firma projektuje produkt zgodnie z wymaganiami uznanych certyfikatów, takich jak Ecolabel (EU Label)[3][4].
2. Produkt uzyskuje certyfikację, co oznacza spełnienie określonych kryteriów (np. wykorzystanie surowców ze zrównoważonych źródeł, produkcja przyjazna środowisku, przestrzeganie praw człowieka).
3. Informacje o certyfikacie i jego kryteriach są przekazywane konsumentowi za pomocą np.: reklamy, oznaczeń na opakowaniach, działań public relations czy komunikacji społecznej.
4. Konsument, posiadając wiedzę na temat certyfikacji, może prawidłowo zinterpretować przekaz i podjąć świadomą decyzję zakupową.

Zielona inteligencja domyka proces komunikacji marketingowej, zapewniając skuteczne dekodowanie informacji przez odbiorców.

## Wpływ na rynek
Zielona inteligencja wpisuje się w założenia Europejskiego Zielonego Ładu oraz strategii zrównoważonego rozwoju firm. Stanowi również element polityk konsumenckich, działań antygreenwashingowych i ekoprojektowania. Coraz częściej staje się częścią strategii marketingowej firm oraz briefów dla agencji kreatywnych.

## Badania i statystyki
Według danych Komisji Europejskiej 53% oświadczeń o tematyce środowiskowej zawiera wątpliwe lub wprowadzające w błąd informacje, a 40% nie jest popartych żadnymi dowodami. W UE istnieje około 230 różnych oznaczeń dotyczących zrównoważonego rozwoju i 100 związanych z odnawialnymi źródłami energii, jednak ich poziom wiarygodności jest zróżnicowany.
Badania „Eko barometr” wskazują, że 25% Polaków nie ufa ekologicznym przekazom reklamowym, uznając je za zabiegi marketingowe. Z kolei 38% respondentów deklaruje znajomość niektórych oznaczeń, lecz najczęściej nie rozumie ich znaczenia.

## Beneficjenci
Beneficjentami zielonej inteligencji są:
- Firmy, które mogą budować wiarygodność i pozytywny wizerunek dzięki certyfikowanej komunikacji,
- Marketerzy i specjaliści PR, którzy odpowiadają za strategie komunikacyjne oparte na rzetelnych informacjach,
- Konsumenci, umożliwiając im dokonywanie świadomych i odpowiedzialnych wyborów[7].